# マリー＝ヴィルジニー・デュエム
マリー＝ヴィルジニー・デュエム（Marie-Virginie Duhem、1866年8月2日 - 1978年4月25日）は、かつて長寿世界一であったフランスのスーパーセンテナリアン。フランス初のスーパーセンテナリアンである。

## 人物
1866年8月2日、ノール県にチャールズ・モレット(1827年-1899年)とヴィルジニー・セルリエ(1826年-1907年)の間に生まれる。当時あった戦争のことも思い出せ、当時のことを彼女は「私はその頃非常に若かったが、学校で兵士のためのものをつくった事を覚えている。」と語っている。時々、パリにも訪れていた。
1885年にはジュール・ヴェルヌと駅で会った。弟がヴェルヌの座っていたベンチに座り、会話をしたともされる。その時の彼を彼女は「非常に魅力的であった」と語っている。
1893年6月24日にヒッポリート・デュエムと結婚し、8人の子をもうける。1907年に生まれた娘の一人は105歳まで生きた。

### 20世紀以降
1972年に階段から転倒したが、3週間の治療の結果何とか回復することができた。1977年1月21日にはレジオンドヌール勲章を獲得する。当時ほとんど目が見えなかったため、テレビではなくラジオを聞くことが多かった。死去時点では500人を超える孫がいたとされる。
1977年12月2日にはソフィア・デ・ムースの死去に伴い長寿世界一になった。
1978年4月25日、死去。111歳266日。彼女の長寿記録は1980年にオギュスティーヌ・テシエに追い抜かれた。